# هيتمان 2 (لعبة فيديو 2018)
هيتمان 2 (بالإنجليزية: Hitman 2)‏، هي لعبة فيديو من نوع تسلل، تم إصدار اللعبة بتاريخ 13 نوفمبر 2018، وتعمل على منصات بلاي ستيشن 4، مايكروسوفت ويندوز وإكس بوكس ون. إنها الدفعة السابعة الرئيسية في سلسلة ألعاب الفيديو Hitman وهي تكملة للعبة Hitman 2016 باعتبارها الدفعة الثانية من ثلاثية (World of Assassination) . تم إصدار اللعبة في 13 نوفمبر 2018 وقوبلت بتعليقات إيجابية بشكل عام، حيث اعتبر النقاد أنها أفضل من سابقتها.

## روابط خارجية
- هيتمان 2 (لعبة فيديو 2018) على موقع IMDb (الإنجليزية)

## الموقع الخارجي
- الموقع الرسمي
 (الإنكليزية)